# UTAO-UTAO
UTAO-UTAO是由日本傑尼斯事務所旗下的组合V6于2005年6月22日出品的單曲，由Avex trax发售。